# Barbosella vasquezii
Barbosella vasquezii är en orkidéart som beskrevs av Carlyle August Luer. Barbosella vasquezii ingår i släktet Barbosella och familjen orkidéer.
Artens utbredningsområde är Bolivia. Inga underarter finns listade i Catalogue of Life.